# (13818) Ullery
(13818) Ullery (1999 RE92) – planetoida z pasa głównego asteroid okrążająca Słońce w ciągu 4,47 lat w średniej odległości 2,71 j.a. Odkryta 7 września 1999 roku.